# Pseudobradya barroisi
Pseudobradya barroisi är en kräftdjursart. Pseudobradya barroisi ingår i släktet Pseudobradya och familjen Ectinosomatidae. Inga underarter finns listade i Catalogue of Life.